# 伊拉夫區

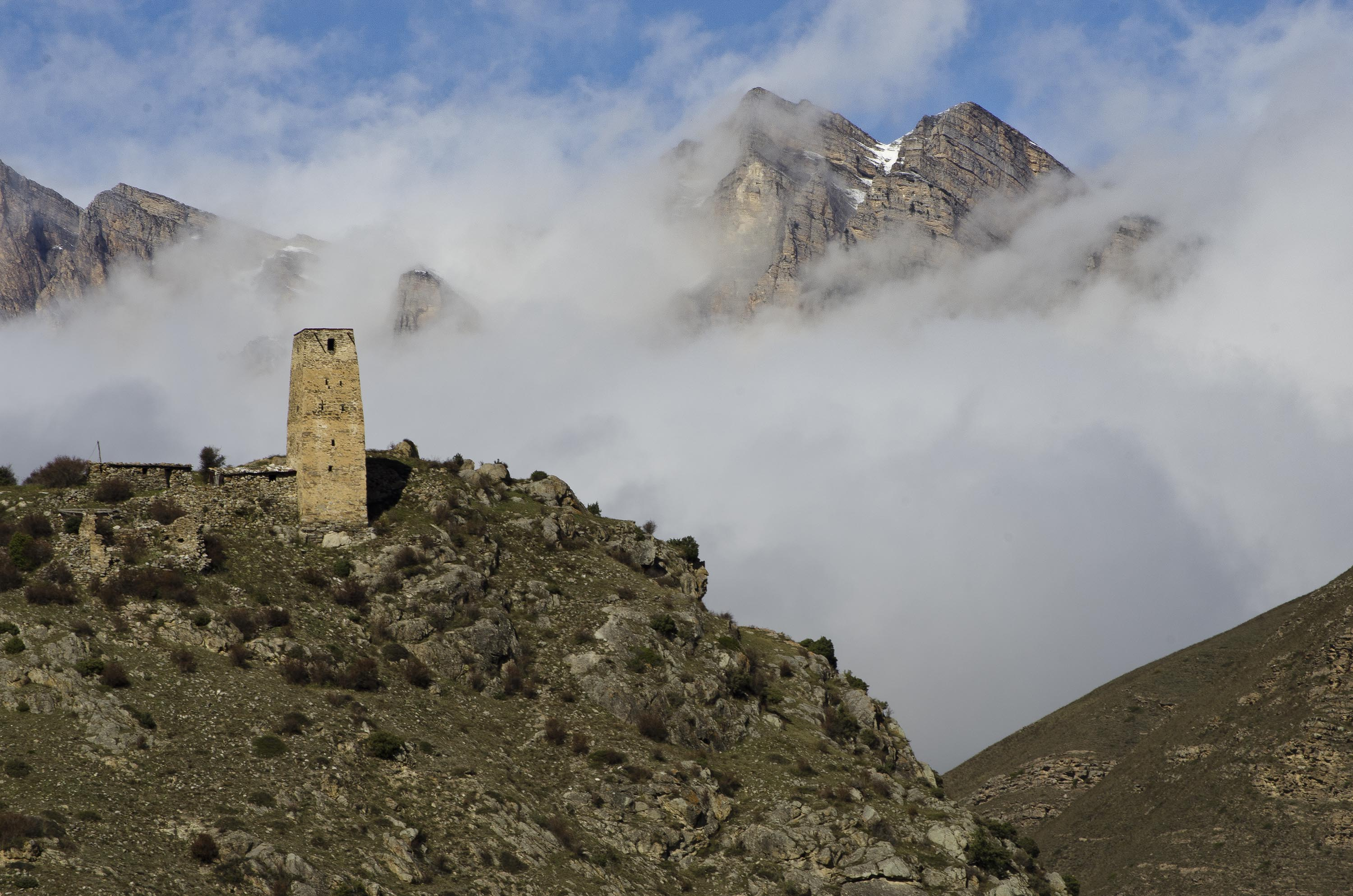

伊拉夫區（俄语：Ирафский район），是俄羅斯的一個區，位於該國西南部，由北奧塞梯-阿蘭共和國負責管轄，面積1,376平方公里，2010年人口15,766，人口密度每平方公里11.46人。